# Алиев, Али Зурканаевич
Али Зурканаевич Алиев (29 ноября 1937, с. Чох, Гунибский район, Дагестанская АССР, РСФСР, СССР — 7 января 1995, Москва, Россия) — советский борец вольного стиля. Заслуженный мастер спорта СССР (1962). По национальности аварец. Первый в мировой спортивной истории пятикратный чемпион мира по вольной борьбе.

## Биография
Али Алиев родился 29 ноября 1937 года в с. Чох Гунибского района. Отец Зурканай был бухгалтером, умер в 1950 году в АзССР в селе Кабахчоль Балакенский район. Мать, Тамара, работала медсестрой.

### Учёба
Окончил Дагестанский медицинский институт. Кандидат медицинских наук.

## Спортивная карьера

### Олимпийские игры

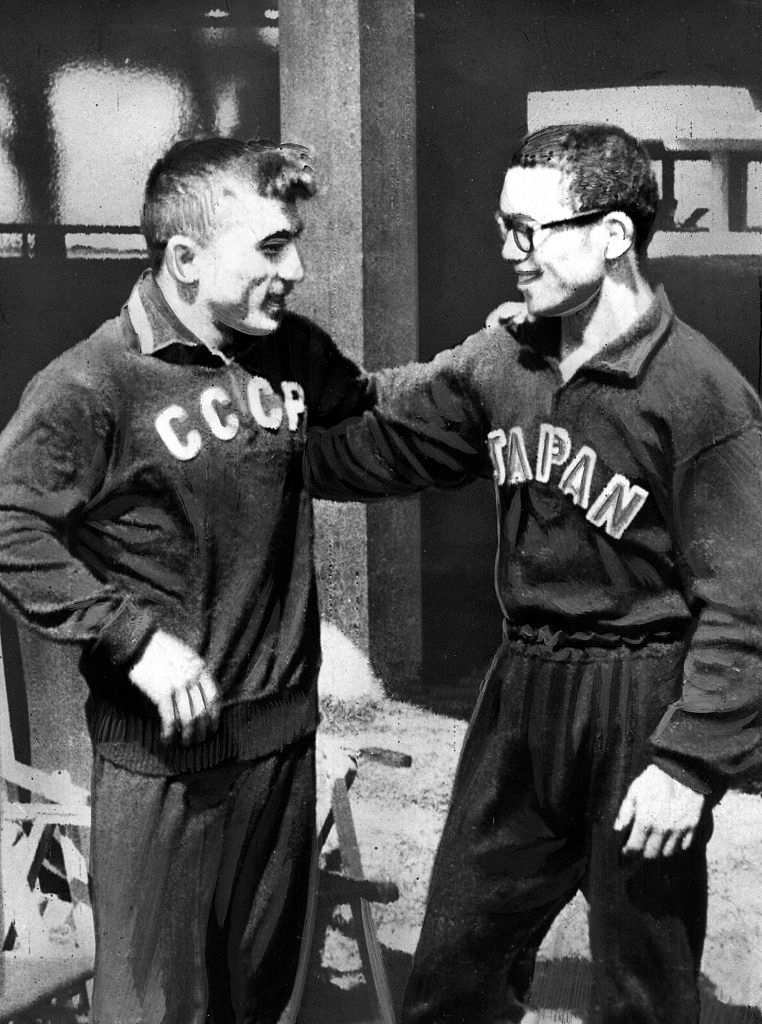
Али Алиев и Масаюки Мацубара, 1960

Али Алиев принимал участие на Олимпиадах трижды: 1960, 1964, 1968. На этих соревнованиях ему хронически не везло. На всех трёх турнирах он остался без наград.

### Чемпионаты мира
В отличие от Олимпиад, на чемпионатах мира ему удавалось практически всё. Из шести мировых форумов пять для него закончились триумфом.

### Чемпионаты Европы
Единственное участие на континентальном турнире обернулось для него золотой медалью.
Коронным приёмом борца являлся бросок сбиванием захватом плеча и бедра

## Внеспортивная деятельность
В 1963 году избран депутатом Верховного Совета ДАССР. В 1988 году назначен председателем Госкомитета по спорту ДАССР.

## Достижения
- Пятикратный чемпион мира 1959, 1961, 1962, 1966, 1967[6].
- Серебряный призёр чемпионата мира 1963.
- Чемпион Европы 1968.
- Чемпион СССР 1959, 1960, 1961, 1963, 1965, 1966, 1967, 1968, 1970.
- Серебряный призёр чемпионата СССР 1962.

## Память

### Памятники
- В июне 2011 года в старинном замке Корзье-сюр-Вевье в рамках празднования FILA 140-летия с года рождения знаменитого атлета Ивана Поддубного, был открыт памятник Али Алиеву, который стал первым памятником в штаб-квартире FILA в честь советского борца[7].
- В Махачкале установлен памятник в 1998 году, в Парке им. Ленинского комсомола, у здания спортивного комплекса им. Гамида Гамидова.
- В Каспийске установили памятник в 2011 году. Он стоит перед Дворцом спорта, названного его именем[8].
- В Чохе памятник открыт 12 августа 2015 года[9].

### Турниры
В память об Али Алиеве проводится турнир его имени.

### Учреждения и сооружения
- Махачкалинская ШВСМ с 1979 года носит имя Али Алиева[10].
- Каспийский дворец спорта с 2011 года носит имя пятикратного чемпиона мира[11].
- Махачкалинская СДЮШОР имени Али Алиева.

### Улицы
- В честь Али Алиева названа улица в Редукторном посёлке Махачкалы.